# Liste von Gallizismen
Dies ist eine Liste von Gallizismen, d. h. von Wörtern französischer Herkunft, die in der deutschen Sprache benutzt werden. Beim Benutzen und Erlernen von im Deutschen und Französischen ähnlicher oder scheinbar ähnlicher Worte müssen Scheingallizismen und falsche Freunde beachtet werden.
Die französischen Wörter stammen zum Teil ihrerseits aus anderen Sprachen, so zum Beispiel balcon aus dem Italienischen balcone (welches wiederum aus dem Persischen Bâlâkhâneh, wortwörtl. 'über dem Haus'), kiosque aus dem Persischen, mannequin aus dem Niederländischen/Niederdeutschen, sporadique aus dem Griechischen.

## A
à jour – à la, à la baisse, besonders küchensprachlich: à la carte, à la maison, à la saison usf. – à la longue – à la minute – à tout prix – Abonnement, abonnieren – Absence – Accessoire – Adieu – Adresse – Adjutant – Affäre – Affinität – Affront – Agent provocateur – Agraffe – Akkord – akkreditieren – Akquise, Akquisition – Akrobatik – Akteur – alert – Allee – Allianz – Allüren – Amateur – Ambition, ambitioniert, ambitiös – ambulant – Ambulanz – Amortisation - Amour fou – amourös - Amüsement, amüsieren – Amuse-Bouche,  Amuse-Gueule – Ancien Régime – Animateur, animieren – Annonce – Apanage – apart – Aperitif – Appartement – Appell – apportieren – Appretur – Après-Ski – Apricot (Farbe) – apropos – Arabeske – Armagnac – Argot – Armee – Arrangement, arrangieren – arrogant – Arrondissement – Artillerie – Artist – Assoziation – Atelier – Atout – Attaché – Attacke, attackieren – Attitüde – Attrappe – Aubergine – Au-pair – Autofrettage – Avancen – avancieren – Avantage – Avantgarde – avec – Aventurin – Avers – Avis – Aversion

## B
Bagage – Bagatelle – Baguette – Bain-Marie – Baiser – Baisse (Börse) – Bajonett – Balance / balancieren – Balkon – Ball – Ballade – Ballon – banal – Banalität – Bandage/bandagieren – Bande – Banderole – Bankett – Bankier – Baracke – Baron – Barré (Guitare) – Barriere – Barrikade/barrikadieren – Bassin – Bastard – Baste – Bastonade – Bataillon – Batist – Batterie (Militär) – Batterie (Technik) – Beau – Béchamelsauce/soße beige – Belami – Belesprit – Beletage – Belle Epoque (Geschichte) – Belletristik – Bellevue – beordern – Bergere – Bergerette – Berlocke – Bête – Beton – BH (Büsten-Halter) – Bidet – bigott – Bijou/Bijouterie – Billard – Billett – Biskuit – Bistro – Biwak – bizarr – Blamage / (sich)blamieren – blanchieren – Blessur – Blouson (Kleidung) – blümerant – Bluse – Bohème – Bombage – Bombardement – bombieren – Bon – Bonbon – Bonbonniere – Bonhomme – Bonmot – Bonvivant – Bordeauxrot (Farbe) – Bordell – Bordero (Bordereau) – Bordüre – Bosse – Bouclé/Buklee – Boudoir – Bougie – Bouillabaisse (Gericht) – Bouillon – Boule (Spiel) – Boulevard – Bouquet/Bukett (Wein) – Bouquet/Bukett (Blumen) – Bourgeoisie – Boutique – Branche – mit Bravour – bravourös – Bredouille – Brie – Brikett – brillant – brillieren – Brimborium – Brioche – Brisanz – Brocheur – Broschüre – Brouillon – brünett – brüskieren – Budget – Buffet – B(o)ulette – Bulletin – Bürette – burlesk – Burleske – Büro – Büste – Büsten-Halter – Bustier

## C
Cabriolet – Café – Camembert – Canapé – Chalet – Chaiselongue – chamois – Champagner – Champignon – changieren – Chapeau claque – Charakter (Charakter#Frankreich) – Charge – Charité – charmant – Charme – Charmelaine – Charmeur – Charmeuse – Chartreuse – chassen – Chassis – Château – Chaton (-fassung) – chatrieren – Chauffeur/chauffieren – Chaussee – Chauvinist – Chef – Chemisette – Chevrolet (Automarke) – Chic – Chicorée – Chiffon – Chiffre – Chiffreur - chiffrieren – Chocolatier – Chose – Cineast – Claqueur – Clementine – Clique – Citroën (Automarke) – Clochard – Cloche – Clou – Cognac – Coiffeur / Friseur – Collage – Collier – Concierge – Confiserie – Confiseur – Conférencier – Connaisseur – Contenance – Cordon – Cordon bleu – Cordon sanitaire – Cornichon (Gewürzgürkchen) – Corps de ballet – Corvette – Couleur – Coup – Coup d’État – Coupé – Coupon – Courage – Courtage – Cousin – Couture (Haute Couture) – Couturier – Crapaudine – Pflege-Creme – Creme (Farbe) – Crème brûlée – Crème de la crème – Crème double – Crème fraîche – Crème légère – Creole – Crêpe – Crêpe Suzette – Croisé – Croissant – Croupier (Glücksspiel) – Croûton – Culotte – Cuvée (Wein)

## D
d’accord – Dame – Debakel – Debatte – debattieren – Debüt – Debütant – debütieren – dechiffrieren – Decollement (Medizin) – Defensive – Defilee / defilieren – Defizit – defizitär – Déjà-vu – deklassieren – Deko – Dekolleté – Dekor – Dekorateur – Dekoration – dekorativ – dekorieren – Delegation – delegieren – delikat – Delikatesse – deliziös – delogieren – de luxe – Dementi – dementieren – demolieren – Demontage – Dentist – Departement – Dependance – Depesche – Depot – deportieren – Depression / depressiv -  derangieren – Dernier Cri – Desaster – desaströs – desavouieren – Desavouierung – Deserteur – Desertion – desillusioniert – Dessert – Dessous – Detail – detaillieren – Devise – Dialog – Digestif – Dilettant – dilettantisch – Diner – dinieren – Diskothek – diskret – diskutabel – Disput – Distanz – distanzieren – Distanzierung – Dividende – Division (Militär) – Divisionär – Divisionist – Domäne – Dompteur – Dorade (Fisch) – Dossier – dossieren – Dossierung – Double (Doppelgänger) – Doublé / doublieren (Metallverarbeitung) – Dragée / dragieren – Drainage – dressieren – Dressur – Droge – Drogerie – Drogist – Dublette – Duchesse (Stoff)  – düpieren – Dutzend

## E
Eau de Cologne – Eau de Javel – Eau de Parfum – Eau de Toilette – Eau de vie – echauffieren – Eclair – Effet (Drall) – egal – ecru – egalisieren – Egoutteur – einquartieren – Eklat – eklatant – Elan – elanvoll – elegant – Eleganz – Eleve- elitär – Elite – Emaille – embetieren – Emblem – eminent – Emotion – Empire – en bloc – en detail (Handel) – Energie (?) – energisch – en garde – en gros (Handel) – en passant – Enfant terrible – Engagement (Theater) / Engagement (sich einsetzen) – engagieren – en masse („on mass“) – Ennui – ennuyieren – enorm – Ensemble – Entente cordiale – Entourage – En-tout-Cas – Entrecôte – Entrée – Entrechat – Entrelac – Entremetier – Entrepreneur – en vogue – entrieren – Epaulette – Episode – Éprouvette – Equipe – Ermitage - erotisch – Eskadron – Eskapade – Eskorte – Esprit – essenziell – etablieren – Etablissement – Etage – Etagere – Etappe – Etat – Etikette (Gesellschaft) – Etikett (Schildchen) – Etui – excellent – Exercice – Experte – Expertise – Exporteur – Exposé – Exterieur – extraordinär – extravagant – Extravaganz – Exzellenz

## F
Fabel - Fabrik – Facette – Façon – fade – Faible – Fait accompli – famos – Fanal – fanatisch – Farce – Fasanerie – Fassade – Fasson – fatal – fatigant – Fatige/Fatigue (Medizin) – fatigieren – Fauteuil (Möbelstück) – Fauxpas – favorisieren – Favorit – Fayence – Femme fatale – Festival – Fete – Fetisch – Fetischist – Feuillage – Feuilleton – feuilletonisieren – feuilletonistisch – Figur – Filet – Filou – Fin de siècle (Geschichte) – Finesse – Finissage – Firlefanz – Fisimatenten – Flair – Flakon – flambieren – Flanell – Flaneur – flanieren – Flatteur – flattieren – Flic – Flickflack (Überschlag) – Florett – Flottille – Foie gras (Küche) – Folie à deux / Folie à trois (Psychiatrie) – Fond – Fondant – Fondue – Fontange (Frisur) – Force (Stärke, Gewalt, Zwang) – forcieren – Fourage – Fourier-Transformation (Mathematik) – Fourré – Fontäne – formidabel – Foyer – der Frack – frappant – Frappé – frappierend – Franchising – frank (und frei) – frenetisch – Frikadelle – Frikassee – Frisée – Friseur – Fritten – Fritteuse – frittieren – frivol – Frivolität – froissieren – Front – Frotté – Frotteur – fulminant – Furnier – furnieren – Füsilier – füsilieren

## G
Gabardine - Gage – Gala – Galan – galant – Galoschen – Gamasche – Garage – Garant – Garçonnière - Garde – Gardemanger – Garderobe – Gardine – garnieren – Garnitur (Essen) – Garnitur (Militär) – Garnison – Gelatine – Gelee – Gelée royale – Gendarm (gens d’armes) – General - Generalität  – Gendarmerie – Genie – genieren / genant – Genre – gentil – Georgette – Gigolo – Girlande/Guirlande – Glacé / glacieren (gefrieren) – Glacis (Militär) – Gobelin – Godemiché – Godron – Gourmand – Gourmet – goutieren – Gouvernante – Gouvernement – Gouverneur – graduell – graduieren – Grand Cru – Grand-Tourisme-Rennen – Grande Dame – Granden (Titel) – Grandeur – Grand Prix – Grandseigneur – Gratin (Auflauf) – gratinieren – graziös – Grenadier – Grenadine – Gros (en gros) – Groteske – grotesk – Guerilla – Guerillero – Guilloche – Guillotine – guillotinieren

## H
Hangar – Hasardeur – Haschee – Hausse (Börse) – Haute Couture – Haute Cuisine – Hautevolee – Hautgout – Havarie – Hommage – honett – Honneurs – Hors d’œuvre – Hotel – Hotelier – Husse

## I
Idee – Idylle – Illusion – Illustration – illustre – illustrieren – Illustrierte – imaginär – imponieren – imposant – Imprägnierung – Impression – indigniert – Infekt – Ingenieur – Initiative – inoffiziell – Insolvenz – Installateur – Interieur – Intervention – Intrige – invalid/e – Invalid er/in Invasion – irisieren

## J
Jabot – Jackett – Jalousette – Jalousie – Jargon – Jeton – Jeunesse dorée – Jongleur / jonglieren – Journaille – Journal – Journalist – Jour fixe – jovial – Jupe – Jupon – Jury

## K
Kabale – Kabarett – Kabarettist/in – Kabel – Kabine – Kabinett – Kader – Kaffee – Kai – Kaliber – Kalkül – Kalorie – Kalotte – Kamelott (Gewebeart) – Kamerad – Kampagne – Kanaille – Kanapee (Essen) – Kanari – Kandidatur – Kapitän – Karaffe – Karambolage – Karamell – Karavelle – Karosse – Karosserie – Karree – Karriere – Kartell – Karton – Kartonage – Karussell – Kasematte – kaschieren – Kaserne – Kaskade – Kaskadeur – Kassette – Kautschuk – Kavalier – Kavallerie – Kinkerlitzchen – Kino – Kiosk – Klassement – klassieren – Klavier – Klischee – koalieren – Koalition – Koffer – Kokett(erie) – Kokon – Kokotte – Kolibri – Kollaborateur – Kolonnade – Kolonne – Kolportage – Komitee – Kommandant – Kommandeur – Kommode – Kommuniqué – Kompagnon – Kompanie – komplett – Kompliment – Komplize – Komtess – kondolieren – Kondukteur – Konferenz – Konfitüre – Konsole – Konstrukteur – Kontrolleur – Kontur – konvertieren – Konvoi – Koralle – Kornett – Korps – Kapriolen schlagen – Korsage – Korsett – Kostüm – Koryphäe – Kotelett (Fleisch) – Koteletten (Bart) – Krakelee – Krawatte – Kreation / kreieren (Mode/Kunst etc.) – Kreolen (Sprachvermischungen) – Kreolsprachen – Krepp (Stoff) – Kretin – kriminell – Kritik – Krokant – kujonieren – kulant – Kulisse – kupieren / kupiert – Kupon – Kürassier – Kurier – kurios – Kurtisane – kuscheln – Kusine – Kuvert – Kuvertüre

## L
Lafette – Laissez-faire – Lakai – lakaienhaft – Lamé – Lamelle – Lamperie - Lampion – lancieren – lanciert (bei Stoffen) – l’art pour l’art – Laplace-Transformation (Mathematik) – Lavoir – leger – Lektüre – Leutnant – Liaison – liieren – Likör – lila – Limette – Limonade/Limo – Limonelle – Limousine – Linette – Lingerie – Linon – Lisene – Livree – Loge – logieren – Logis – Longe / longieren – Lorgnon (Lorgnette) – loyal – Loyalität – Lünette – Lupe

## M
Madame – Mademoiselle – Maisonette – Maitre – Major – Majorität – makaber – malad(e) – Malaise – Malesche – Malheur – maliziös – malträtieren – Manege (Zirkus) – Mamsell – Mangan – Mannequin – Mandarine – Manier – Manieren – Manöver – manövrieren – Manschette – Margarine – Marge – Marinade – Marine – Marionette – markant – markieren – Markise – marode – Marodeur – Marone – Marotte – Marquise – Marsch – Marschall – marschieren – Maschine – Maskerade – Maskottchen – Massage – Massaker – Masseur – massieren – Matinee – Mätresse – mauve – Mayonnaise – Medaille – Melange – Melasse – meliert – Memoiren – Menage – Ménage-à-trois – Menagerie – (ooh/ach) menno – Menü – Menuett – merci – Meringue/Meringe – Metier – Miene – Migräne – Milieu – Militär – Milliarde – Mineur – Minister – Minorität – Mirabelle – miserabel – Misere – Mitrailleuse – mobil – Möbel – Moderne – Mode – Modelleur – Moiré – mokieren – Molekül – Molton – mondän – monetär – Monokel – Monsieur/Messieurs (Pl.form) – monströs – Montage – montieren – Montur – Moral – morbid/e – Mosaik – Motivation – motivieren – Mousse au Chocolat – Muckefuck – Munition – Musette – Muskete – Musketier

## N
Naturell – Necessaire – Negligé – nervös – Nicotin – Nippes – Nische – Niveau – niveauvoll – Nivellement – nivellieren – Noblesse (noblesse oblige) – Nocturne (Musik) – Noisette – nonchalant – Nougat – Nuance – nuanciert

## O
Oboe – Odeur – Œuvre – Offensive – offerieren – Offerte – offiziell – Offizier – Opportunismus / opportunistisch – Ombré – Omelett – Omnibus – ondulieren – Onkel – Orange – Orangeat – Orangerie – Orchester – Orchideen – ordinär – Order – Orgie – originell – Originalität – ouvert – Ouvertüre

## P
Page – Paillette – Paket – Paladin – Palais – Palaver – Palette – Paletot (Kleidung) – Pampelmuse – panieren – Palisade – Panne – Pantoffel – Papa – Papeterie – Parade / paradieren – Paraplü – Parasol – Paravent – par avion – parbleu – Parcours – par distance – Pardon (Entschuldigung) – par excellence – par exemple – par exprès – Parfait – par force – Parforceritt – Parfüm (Parfum) – Park – Parkett (Boden) – Parkett (Theater) – Parlament – parlieren – Parodie / parodieren – par ordre – par ordre du mufti – par pistolet – par préférence – par renommée – Partei – Parterre – Parterre – Partie – Partisan – Partizipation – partout – Parvenü – paspelieren – Pass – Passage – Passagier – passé/passee – Passepartout – passieren – Passion – passioniert – pasteurisieren – Pastiche – Pastille – Pâtisserie – Pâtissier – Patrone – Patriotismus – Patrouille – Pavillon – Pazifist – pazifistisch – pedantisch – Pelerine – Peloton – Pendant – Pension – Pensionär – Pensionat – perdu – perfide – Peridot – Perron – Persiflage – Perücke – pervers – Petitesse – Petit Four – peu à peu – Peugeot (Automarke) – Phase – Phrase – pikant – pikieren – pikiert – Pilot – Pinasse – Pinzette – Pionier – Pipette – Piqué – Pirouette – pissen(vulgär) – Pissoir – pittoresk – Plädoyer – Plafond – Plakat – Plakette – Plantage – Plaque – Plastik – Plateau – Plattitüde – Plagiat – Plattitüde – platzieren – plausibel – Plausibilität – Pli – Plissee – Plombe – Plörre – Plumeau – Plüsch – Pöbel – poelieren – Poesie – Pointe – Pointillismus – Polemik – Police – Politur – Polonaise / Polonäse – Pomade – Pommes frites – Pompon – pompös – Ponton – Popeline (Stoff) – populär – Pornografie – Porree – Portage – Portefeuille – Portemonnaie – Portemanteau – Portepee – Portier – portieren – Porträtist – Portierung – Portrait/Porträt – porträtieren – Pose – posen – Posse – Postillon – Postillon d'Amour – Potage – Potaufeu – Potpourri – poussieren – Praline – Pralines – Prärie – Präsent – präsentieren – Präsident – Präservativ (Verhütungsmittel) – prätentiös – Präzision (Précision) – prekär – Prekarität – Premiere – Presse (Medien) – pressieren – Prélude – Premiere – Prestige – Prêt-à-porter – preziös  – Prise – Privileg – Profession – professionell – Profil – profilieren – Profiteur – Projektil – Promenade – promenieren – Protegé – protegieren – Prozedur – public – Puder – Püree

## Q
Quadrille – Querelen – Queue – Quarantäne – Quartier / einquartieren – quartieren – Quiche – Quivive

## R
Rabatt – Raclette – Raffinerie – Raffinesse – Rage – Ragout – Ragout fin – Raison d'être – Rakel – Rang – rangieren – rapid – Rapport – Rarität – Räson/Raison – räsonabel – räsonieren – Ratatouille – reaktionär – realisieren – Rebell – rebellieren – Rebellion – Récamière - Rechaud – Recherche – Reclame – Redakteur – Redaktion – redaktionär – Referenz – Regie – Regisseur – Regime – Reglement – reglementieren – rekapitulieren – Reklame – Rekrut – rekrutieren – Rekrutierung – Relais – Relief – Remis – Remise – Remoulade – Renaissance – Rendezvous – Reneklode – Renette – Renommee – Renitenz – renommieren – Repertoire – Reportage – Reprise – Requisite – Reserve – Reservoir – Résistance – Ressentiment – Ressort – Ressource – Restaurant – Resultat – Resümee – Retoure – Retusche / retuschieren – reüssieren – Revanche – Revenue – Revers – Revision – Revolte – Revolution – Revolutionär – Revue – Rez-de-Chaussée – Rien ne va plus – Rigole – riskant – Rissole – Rivale – Robe (Kleidungsstück) – Roman – Romanze – Rommé – Ronde – Rondeau – Rondel – Rondell – Roquefort – Rosé (Wein) – Rosé (Farbe) – Rosine – Rosette (Botanik/Ornamentik) – Rotisserie – Roué – Rouge – Roulade – Rouleau (Rollo) – Roulette – roulieren – Route – Routine – Routinier – routiniert – royal – rudimentär – Ruine – Rüsche

## S
Sacrebleu – Sabotage / sabotieren – Sadismus – Saison – Salär – salarieren – Salon – salopp – Salut – Sanktion – sans cérémonie (veraltet) – Sansculottes (Proletarier) – sans façon (veraltet) – sans gêne (veraltet) – sans phrase (veraltet) – Sappeur – Satin – Sauce – Sauce béarnaise – Sauce bordelaise – Sauce hollandaise – Sauce mousseline – Saucier – Sauciere – Sauteuse – sautieren – Sautoir – Savant – Savoir-vivre – Savonnette –  Schalotte – Schaluppe – Scharade – Scharnier – Schatten-morelle – schick (chic) – schikanieren – Schock – schocken – schokieren – Schwadroneur / schwadronieren – Séance – Sekretär – Sensation – sensibel – sensuell – sentimental – Séparée – Service (Geschirrset/Servierbesteck) – servieren – Serviette – Serenade – Signal – Siphon – Silhouette – Skandal – Sold – solid – Soiree – solidarisch – Solidarität – Solist – solitär – Solitaire (Kartenspiel) – Solitude – Sommelier – Sorbet – Soubrette – Soufflé – Souffleur – Souper – Souschef – Soutane/Soutanelle – Souterrain – Souvenir – souverän – Souveränität – Spezialist – Spezialität – speziell - sporadisch – Staatsraison – Staffage – Standarte – Statuette – süffisant – Suggestion (Seance) – Suite – Sujet (Kunst) – superb – Support – Surtout – Szene – Szenerie

## T
Tableau – Tablett – Tablette – Taille – Talon – Tambour – Tamburin – Tampon – Tante – Tanz – Tapenade – Tapet – Tarot – Tasse – Tapisserie – taupe – Teint – Terrain – Terrasse – Terrine – Terror – terrorisieren – Terrorist – Tête-à-tête – Textil – Thermometer – Timbre – Tirade – Titer – titrieren – Toilette – Tonnage – Torselett – touché – touchieren – Toupet – toupieren – Tour – Tourbillon – touren – Tournant – Tournee – tournieren – Traité – Trance – Tranche – tranchieren – Transport – Trapez (Zirkus) – Tresor - Tribüne – Trikolore – Trikot – Trikotage – trist – Tristesse – Trottoir – Troubadour – Troupier – Tüll – Turbine – Türkis – Turmalin – Tusche – tuschen – Tutu (Tütü)

## U
ungeniert – uni – Utopie

## V
vage – Vagabund / vagabundieren – Variante/variieren/Variation – Variation (Musik) – Varietät (Linguistik) – Varieté (Theater) – Vase – Vaseline – Velo/Veloziped – Velours – versiert – Version – Vernissage – Verve – Vestibül – Vignette (Autobahn) – Vinaigrette – Violett – Virtualität – virtuell – Visage – Visagist – Visier – Visite – visitieren – Visitenkarte – vis-à-vis – vitalisieren – Vitrine –voilà – Voile – Volant – Voliere – Voltigeur – voltigieren – Voyeur – vulgär

## W
Wagon-Lit – Weste

## Z
Zigarette – Zirkular/zirkulär  – Zivilisation